# Макрой, Жангю
Жангю Макрой (нидерл. Jeangu Macrooy; 6 ноября 1993 год, Парамарибо, Суринам) — суринамский певец и автор песен, ныне постоянно живущий и работающий в Нидерландах.
Представитель Нидерландов на конкурсе песни «Евровидение-2021». Первоначально он должен был представлять Нидерланды на ныне отменённом «Евровидении-2020», с песней «Grow» в финале конкурса 16 мая 2020 года.

## Биография

### Ранняя карьера
В 2011 году Макрой вместе со своим братом Ксилланом создал группу Between Towers. Их первый и единственный альбом Stars on My Radio вышел в 2013 году. Проучившись два года в консерватории Суринама в Парамарибо, он переехал в Нидерланды в 2014 году, поступив на обучение в колледж искусств ArtEZ в Энсхеде. В 2015 году Макрой познакомился с продюсером Perquisite, а также подписал контракт с его лейблом звукозаписи Unexpected Records в декабре этого же года.

### 2015—2019: Первые альбомы и синглы
В апреле 2016 года Джангю выпустил свой первый мини-альбом Brave Enough. Годом позже, в апреле 2017 года, вышел его первый сольный альбом High on You. Альбом достиг 69 позиции в нидерландском чарте Dutch Albums Chart, а его заглавная песня «High on You» вошла в чарт Nationale Top 40 Suriname в Суринаме. Второй альбом Макроя, названный Horizon, вышел в феврале 2019 года. Летом того же года он отправился в свой первый сольный тур, посетив три города Германии: Кёльн, Гамбург и Берлин. Он также выступил на фестивале Reeperbahn в Гамбурге.

### 2020 — н.в: Евровидение
10 января 2020 года было объявлено, что Макрой был выбран в качестве представителя Нидерландов на Евровидении-2020, которое должно было пройти в Роттердаме в мае того года с песней «Grow». После отмены конкурса в связи с пандемией COVID-19 Джангю был переподтверждён как представитель Нидерландов на следующий год для участия в Евровидении-2021.

## Личная жизнь
Джангю является открытым геем. Он высказывался о том, что считает важным для себя не скрывать свою сексуальность и быть ролевой моделью для молодых людей в Суринаме, где это во многом до сих пор является табу.

## Дискография

### Студийные альбомы
| High on You                                                                   | Выпущен: 14 апреля 2017 Лейбл: Unexpected Records Форматы: цифровой, CD | 69 |
| Horizon                                                                       | Выпущен: 8 февраля 2019 Лейбл: Unexpected Records Форматы: цифровой, CD | —  |
| «—» означает, что альбом не попадал в чарты, либо не выпускался в этой стране |                                                                         |    |

### Концертный альбом
| Название | Об альбоме                                                             |
| -------- | ---------------------------------------------------------------------- |
| Live!    | Выпущен: 8 ноября 2019 Лейбл: Unexpected Records Форматы: цифровой, CD |

### Мини-альбом
| Название     | Об альбоме                                                         |
| ------------ | ------------------------------------------------------------------ |
| Brave Enough | Выпущен: 7 апреля 2016 Лейбл: Unexpected Records Форматы: цифровой |

### Другие альбомы
- Stars on My Radio (2013) (выпущен как альбом группы Between Towers)

### Синглы
| «Gold»                                                                       | 2016 | —  | Brave Enough       |
| «To Love Is to Hurt»                                                         | 2016 | —  | Brave Enough       |
| «Brave Enough»                                                               | 2016 | —  | Brave Enough       |
| «Step Into the Water»                                                        | 2017 | —  | High On You        |
| «Crazy Kids» (featuring Xillan)                                              | 2017 | —  | High On You        |
| «High On You»                                                                | 2017 | —  | High On You        |
| «Tell Me Father»                                                             | 2017 | —  | High On You        |
| «How Much I Love You»                                                        | 2018 | —  | Horizon            |
| «Dance with Me»                                                              | 2018 | —  | Horizon            |
| «Shake Up This Place»                                                        | 2019 | —  | Horizon            |
| «Second Hand Lover»                                                          | 2019 | —  | Horizon            |
| «Grow»                                                                       | 2020 | 48 | Неальбомные синглы |
| «—» означает, что сингл не попадал в чарты, либо не выпускался в этой стране |      |    |                    |

## Награды и номинации
| Год  | Награда       | Категория                     | Результат |
| ---- | ------------- | ----------------------------- | --------- |
| 2017 | Edison Awards | Лучший новый исполнитель      | Номинация |
| 2018 | Edison Awards | Лучший альбом («High On You») | Номинация |